# Rollo & King
Rollo & King sono stati un duo musicale danese, che ha rappresentato la Danimarca all'Eurovision Song Contest 2001 svoltosi a Copenaghen. Il duo si è classificato secondo col brano Never Ever Let You Go. Pur non comparendo nella formazione ufficiale dei Rollo & King, Signe Svendsen ha cantato in quasi tutte le loro canzoni come voce femminile principale.

## Formazione
- Søren Poppe
- Stefan Nielsen

## Discografia
- 2000 – Midt i en løbetid
- 2001 – Det nye kuld